# Médard Maertens
Pour les articles homonymes, voir Maertens.
Médard Maertens, né le 17 août 1875 à Koolskamp et mort le 7 juin 1946  à Bruxelles, est un peintre belge.

## Biographie

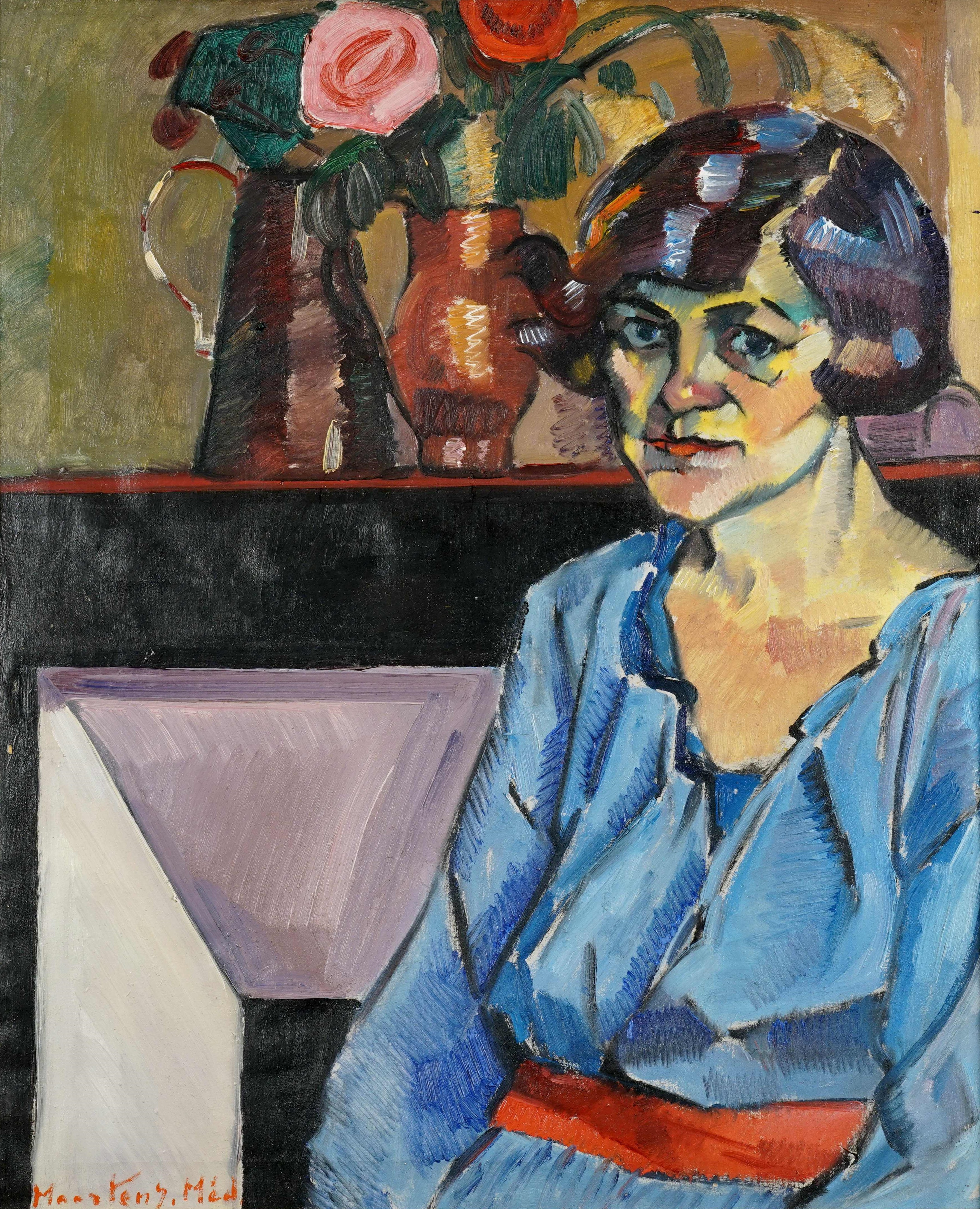
Médard Maertens, Portrait de Marthe Guillain, épouse de l'artiste

Médard Maertens a fait partie du groupe artistique le Cercle des XV.  